# سسک گای
سسک گای (کاتالونیایی: Cesc Gay) یک فیلم‌نامه‌نویس و کارگردان فیلم اهل اسپانیا است.
از فیلم‌های او می‌توان به داستان‌های ناگفتنی، همسایه طبقه بالا، یک تپانچه در هر دست و ترومن اشاره کرد.